# Тридцать восьмой, курносый
«Тридцать восьмой, курносый» (англ. Thirty-Eight Snub) — второй эпизод четвёртого сезона американского драматического телесериала «Во все тяжкие» и 35-й во всём сериале. Автор сценария — Джордж Мастрас, режиссёр — Мишель Макларен. Эпизод вышел на канале AMC в США 24 июля 2011 года.

## Сюжет
Уолтер незаконно приобретает короткоствольный револьвер 38-го калибра (Ruger LCR) у Лоусона, намереваясь использовать его для убийства Гуса Фринга, опасаясь, что Гус устранит его первым.
Дома Джесси пытается справиться с чувством вины за убийство Гейла, покупая дорогую высококлассную аудиосистему. Однако он по-прежнему эмоционально подавлен. Пытаясь отвлечься, он просит Барсука и Тощего Пита устроить многодневную вечеринку с наркотиками, пригласив на неё много людей. В самом разгаре вечеринки, к Джесси приезжает Андреа Кантильо. Она шокирована происходящим и беспокоится за Джесси. Андреа говорит ему, что её сын Брок спрашивал о нём. Пинкман, не в силах справиться со своими эмоциями, молча протягивает ей большую пачку денег, настаивая на том, что это для будущего Брока. Андреа, глубоко обеспокоенная, неохотно берёт деньги и уходит, давая понять, что не одобряет нынешний образ жизни Джесси.
Тем временем в лаборатории Уолт ждёт Гуса, планируя устроить ему засаду, но вместо него появляется Тайрус, заменивший Виктора, вместе с Майком, который холодно сообщает Уайту, что тот больше никогда не увидит Фринга вживую. Той ночью Уолт едет к дому Гуса, но прежде чем он успевает подойти, ему звонит Тайрус, говоря: «Домой, Уолтер».
На следующий день Уолт следует за Майком в бар и садится рядом с ним. Эрмантраут сразу замечает присутствие Уайта и понимает, что тот следил за ним. Уолт утверждает, что они оба в опасности, ведь Гус может избавиться от Майка так же легко, как и от Виктора. Он просит Эрмантраута помочь ему попасть к Фрингу, чтобы убить его. Вместо ответа Майк бьёт Уолта, сбивая его с ног, затем несколько раз пинает и уходит.
Тем временем Скайлер продвигается в осуществлении своего плана по покупке автомойки, где когда-то работал Уолт, намереваясь использовать её для отмывания денег. Поскольку Уайт бездействует, она проводит собственное расследование, анализируя расходы и доходы бизнеса. Затем она обращается к Богдану, владельцу автомойки, с предложением. Однако Волынец, всё ещё обиженный на Уолта, гневно отвергает её предложение и отказывается продавать автомойку.
Мари борется с углубляющейся депрессией Хэнка, пока тот продолжает проходить курс физиотерапии после ранения. Хэнк по-прежнему озлоблен и прикован к постели, он постоянно оскорбляет Мари. Даже после небольшой победы во время сеанса терапии он отказывается разделить радость Мари.
В доме Джесси после трёх дней гуляний Барсук, Тощий Пит и остальные гости, слишком уставшие, чтобы продолжать веселье, наконец уходят. Джесси, оставшийся совсем один, сидит около своей аудиосистемы, играющей на полную громкость. Не в силах больше сдерживать эмоции, он в отчаянии рыдает, охваченный чувством вины и одиночества.

## Производство

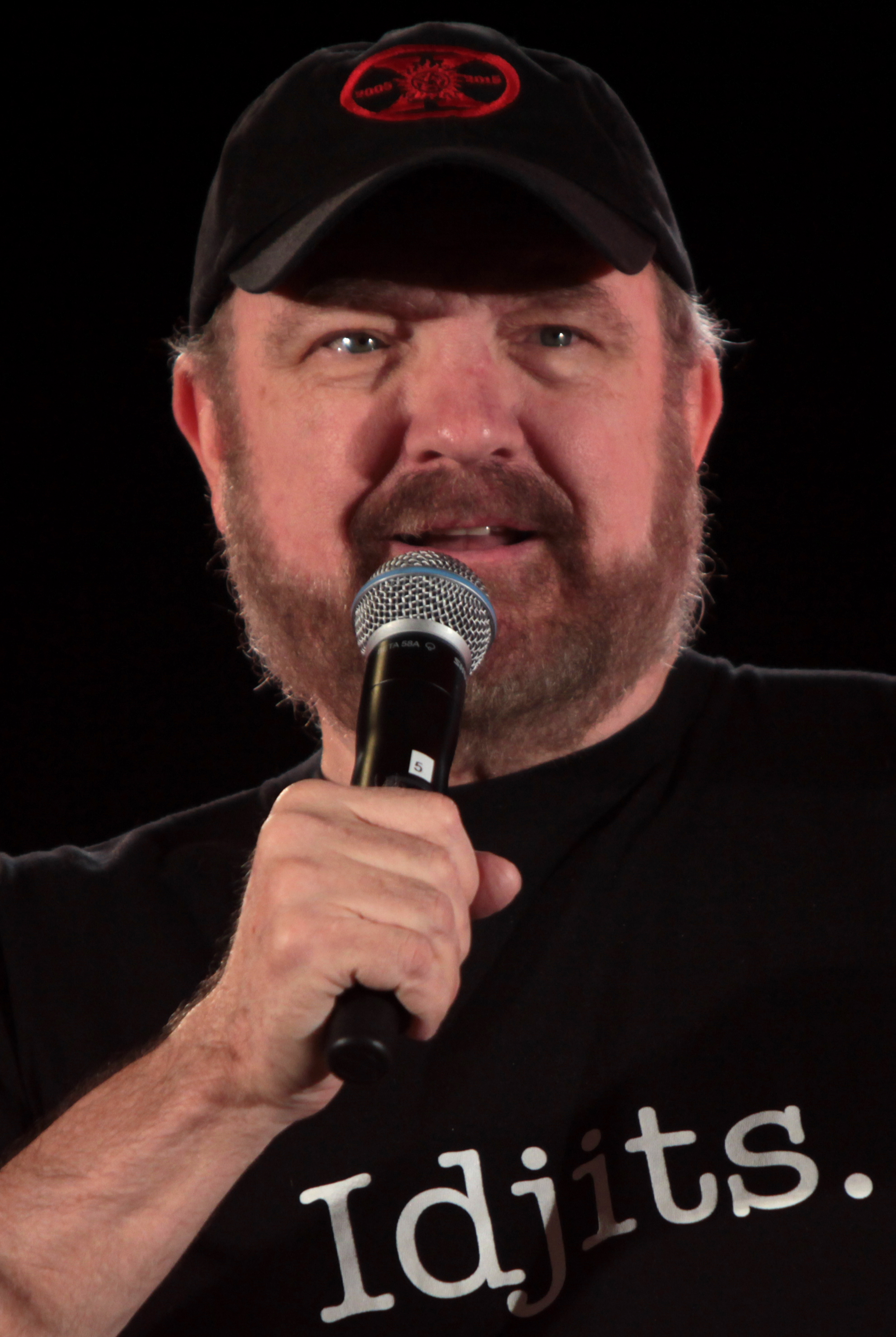
Джим Бивер сыграл роль эпизодического персонажа Лоусона — торговца оружием на чёрном рынке в «Тридцать восьмом, курносом».

Сценарий к «Тридцать восьмому, курносому» был написан Джорджем Мастрасом, а режиссёром выступила Мишель Макларен. Эпизод был снят в феврале 2011 года и смонтирован Келли Диксон — одной из немногих монтажёров, регулярно работавших над сериалом. Мишель Макларен использовала несколько ракурсов с необычных точек обзора: с робота-пылесоса Джесси, коробок с пиццей, глаз младенца и изнутри автомойки. Съёмки в Альбукерке, штат Нью-Мексико были отложены из-за снежных бурь и рекордно низких температур, в результате чего было объявлено чрезвычайное положение.
В эпизоде впервые появился Рэй Кэмпбелл в роли Тайруса Китта, сотрудника Гуса, который заменил Виктора, убитого в эпизоде «Канцелярский нож». В первоначальном сценарии персонаж назывался просто «Новый Виктор», пока Мастрас не придумал имя Тайрус. Джим Бивер появился в серии в роли Лоусона, торговца оружием из вступительной сцены. Ранее Бивер снимался в вестерне «Дедвуд» производства HBO вместе с актрисой «Во все тяжкие» Анной Ганн. Он также появлялся в эпизоде «Полевой выезд» шестого сезона «Секретных материалов», сценарий к которому написал Винс Гиллиган. Хотя Гиллиган считал Бивера талантливым актёром, он ни разу не встречался с ним во время съёмок ни одного из сериалов. Телесериал «Сверхъестественное» производства The CW, в котором Бивер играет одну из главных ролей, снимался в то же время, что и «Тридцать восьмой, курносый», поэтому Джим прилетел в Альбукерке и у него было всего полдня на съёмки в «Во все тяжкие». Мастрас сказал, что ему особенно понравилось, как персонаж пытается убедить Уолтера купить оружие легально, потому что «мне нравится этот торговец с чёрного рынка, который, по иронии судьбы, олицетворяет здесь нравственность».
Комната в мотеле, в которой появляются Крэнстон и Бивер, была декорацией, построенной художником-постановщиком «Во все тяжкие» Марком Фриборном и координатором строительства Уильямом Гилпином. Макларен хотелось создать настоящую «атмосферу обветшалого мотеля», но она считала, что снимать в настоящей комнате мотеля будет сложно, потому что она слишком мала для актёров и съёмочной группы. Вместо этого декорации были спроектированы таким образом, чтобы можно было убрать несколько стен и освободить место для камер и съёмочной группы. Это обеспечило бо́льшую гибкость в плане съёмки и ракурсов, а стены можно было вернуть на место, если они требовались для фона в кадре. В первом кадре эпизода Уолтер говорит прямо в камеру, и вскоре становится ясно, что он обращается к зеркалу в номере мотеля. Макларен сняла этот кадр так, чтобы намеренно дезориентировать зрителя и заставить его гадать, где находится Уайт, пока движение камеры не покажет номер в мотеле. Логан Хилл, писатель New York Magazine, интерпретировал разговор Уолтера с зеркалом как символ самоанализа: «Он смотрит на своё отражение в зеркале, изучает свой образ и задаётся вопросом, даёт ли Уолт, которого видят другие люди, хоть какое-то представление о том, что у него внутри».
Сцена, в которой Уолтер подходит к дому Гуса с намерением убить его, заканчивается очень высоким кадром с крана, на котором Уайт стоит один посреди улицы. Макларен хотела, чтобы этот кадр был максимально эффектным, потому что, по её мнению, он передавал беспомощность, незначительность и неопытность Уолтера. Хотя обычный кран, который использовался для таких общих планов в «Во все тяжкие», был всего 9 метров в высоту, Макларен арендовала кран высотой 55 метров специально для этого кадра. Поскольку у съёмочной группы было всего 4 часа на съёмки до наступления темноты, они в первую очередь сняли кадр с краном. Съёмку вели операторы Эндрю Вогели, Дэвид Джакс Нагро и Стивен Литечки. Позже, во время съёмок сцены, в которой Уолтер встречается с Майком в баре, Макларен осветила Уайта сзади, чтобы был виден только его силуэт. Когда снимали кадры, на которых Эрмантраут бьёт Уолтера, сцена была построена так: сначала встаёт Бэнкс, затем встаёт Крэнстон, и Майк внезапно бьёт его. Гиллиган отредактировал сцену так, что теперь в ней Майк просто бьёт Уолтера, чтобы действие было более быстрым и неожиданным. Сцена была срежиссирована постановщиком трюков Элом Гото, а Крэнстон и Бэнкс сами выполняли трюки. Майк несколько раз пинает Уолтера после того, как тот падает. Под торс Крэнстона был подложен большой мешок с песком, чтобы Бэнкс мог пинать его во время этих сцен.
Сцены вечеринки в доме Джесси должны были показать его внутреннее чувство вины и ненависть к себе за убийство Гейла в финале третьего сезона «Полная мера». Гиллиган сказал, что эти сцены были написаны, чтобы продемонстрировать, что действия персонажей в «Во все тяжкие» имеют серьёзные последствия. Сценаристы неделями обсуждали, как Джесси отреагирует на убийство Гейла, и пошли по пути развития событий в серии «Тридцать восьмой, курносый», отчасти потому, что считали это самым неожиданным поворотом для зрителей. Крэнстон похвалил эти сцены, сказав: «Я подумал, что это отличный способ показать человека, проходящего через личный ад. Каждый страдает по-своему, переживая личную утрату». Сцены снимались на съёмочной площадке, построенной художником-постановщиком Марком Фриборном и координатором строительства Уильямом Гилпином. Хотя сцены в доме Джесси иногда снимались в настоящем доме, их нельзя было снимать там, потому что на вечеринке было слишком много беспорядка. Музыкальный супервайзер Томас Голубик старался подобрать музыку, которая подходила бы и для вечеринки, и для душевного состояния Джесси, используя вариации панк-рока, хип-хопа и дабстепа.
Мастрас заставил Пинкмана купить робота-пылесоса Roomba, потому что считал, что это соответствует настроению Джесси: «Тебе это не нужно, это какая-то ерунда... Он просто пытается заполнить свой мир шумом и этими вещами». Во время финального кадра эпизода, снятого штативной камерой Эндрю Вогели, Джесси включает стереосистему на полную мощность и прислоняется прямо к пульсирующему динамику, пытаясь заглушить свою боль. Макларен хотела, чтобы динамики пульсировали, но на самом деле они не могли воспроизводить громкую музыку без вреда для Аарона Пола. Команда по спецэффектам безуспешно перепробовала несколько способов заставить динамики пульсировать, например, трясла их и дёргала за верёвки, но это выглядело не очень реалистично. Всё получилось после того, как Макларен зашла в местный магазин стереотехники и сотрудник показал ей басовый тестер, который запускал стереосистему без шума, но заставлял динамики пульсировать, как будто играла музыка. Этого сотрудника наняли, чтобы он приходил на съёмочную площадку и управлял системой, а свет и пульсация синхронизировались с музыкой, которая позже была перезаписана.

## Культурные отсылки
Среди песен, которые Джесси включал на своей новой аудиосистеме, — «Money» группы D/R Period, «Unga Bunga Bunga» рэпера Флейвора Флейва, «Raise Hell» группы M.O.P. и «Digital Animal» группы Honey Claws. Во время сцены в доме Джесси Барсук и Тощий Пит спорят о том, какие видеоигры про зомби лучше: Left 4 Dead, Resident Evil 4 или Call of Duty: World at War. Барсук называет зомби из последней игры, которые также являются нацистами, «талибами зомби-мира». Необычно большая целая пицца, купленная для вечеринки Джесси, — отсылка к эпизоду третьего сезона «Безымянный конь», когда Уолтер швырнул такую же пиццу на крышу своего дома после ссоры со Скайлер.

## Реакция

### Зрительская аудитория
По данным Nielsen, оригинальную американскую версию эпизода посмотрели примерно 1,97 миллиона зрителей, что сделало его вторым по популярности эпизодом «Во все тяжкие» за всю историю сериала. Тем не менее это привело к значительному снижению зрительской аудитории по сравнению с предыдущей серией, премьерой четвёртого сезона «Канцелярский нож», которую посмотрели рекордные для сериала 2,58 миллиона зрителей. Эпизод «Тридцать восьмой, курносый» получил рейтинг 0,9 среди зрителей в возрасте от 18 до 49 лет, то есть 0,9 % зрителей в этой возрастной категории посмотрели эпизод.

### Отзывы критиков
Если бы Серджо Леоне вырос в притоне, где торговали метамфетамином, ему бы понравился эпизод «Во все тяжкие» на этой неделе. Эти экстремально крупные планы лица Уолта напоминают начальные кадры «Хороший, плохой, злой». Это напряжённое молчание перед тем, как Уолт достаёт пистолет, прямо как в «За пригоршню долларов». Всё это очень напоминало вестерн, вплоть до противостояния в «Ровно в полдень», когда наш герой отбрасывал длинную тень и опускал поля шляпы, приближаясь к своему заклятому врагу.
Мелисса Мерц из Entertainment Weekly сравнила режиссуру в эпизоде с работами Серджо Леоне, особенно в части «экстремальных крупных планов», «напряжённого молчания» и «салонной драки» между Уолтером и Майком. Джеймс Поневозик, журналист Time, сказал, что техника съёмки, использованная на вечеринке Джесси, — «которая начинается как рэп-видео, а затем превращается в какое-то искажённое, дёрганое видео» — эффективно передаёт душевное состояние Джесси. Ему также понравилось, как в сценарии показана «растущая изоляция» Мари в отношениях с Хэнком. Алан Сепинволл из HitFix назвал этот эпизод «потрясающим, тревожным часом» и особенно похвалил режиссёра Мишель Макларен и оператора Майкла Словиса, в частности за то, как они сняли сцены вечеринки у Пинкмана: «Это позволило вам ощутить хаос так, как это пытался сделать Джесси». Сепинволл высоко оценил игру Аарона Пола, который, по его словам, «продолжает раскрывать новые грани Джесси и демонстрировать новые таланты». Логан Хилл, журналист New York Magazine, похвалил элементы нуара в операторской работе эпизода и сказал, что сцена, в которой Уолтер смотрит в зеркало и спрашивает: «Ну как я выгляжу?», отсылает к постоянной теме сезона — внутреннему самоанализу и наблюдению. Эмили Ван Дер Верфф, сценаристка Los Angeles Times, сказала, что, хотя эпизод не сильно продвинул сюжет, но показал, как сильно изменились персонажи, что она назвала «новой интересной динамикой для сериала». Она также назвала эмоциональный срыв Джесси в конце «самым пугающим моментом в этом сезоне».
Брент Кёпп из Paste назвал этот эпизод «ещё одним невероятным моментом» и сказал, что надвигающийся конфликт между Уолтером и Гусом «имеет все шансы стать одним из лучших противостояний на телевидении». Он также отметил, что в сценарии хорошо раскрыты второстепенные персонажи и что растущая пропасть между Хэнком и Мари показана особенно удачно. Мэтт Зейтц с сайта Salon.com сравнил «Тридцать восьмого, курносого» с отличными эпизодами третьего сезона, в которых «было очень мало сцен, но они были наполнены смыслом, позволяя персонажам (и зрителю) прочувствовать мельчайшие нюансы момента». Он также назвал общий план Уолтера, стоящего в одиночестве у дома Гуса, «одним из лучших кадров в истории сериала». Тим Суретт из TV.com особенно высоко оценил сцену, в которой Уайт подходит к дому Фринга, написав: «Сериал всегда умел создавать атмосферу напряжения, но теперь кажется, что сериал в совершенстве овладел этим искусством». Он также сказал, что игра Пола во время эмоционального срыва Джесси «вырвала мне сердце и разорвала его на части». Тим Гудман, журналист The Hollywood Reporter, сказал, что операторская работа и режиссура в сценах вечеринки у Джесси были великолепны: «Прошло уже 4 сезона “Во все тяжкие”, а я всё ещё не перестаю восхищаться новаторскими визуальными эффектами и идеально подобранным звуковым сопровождением. Это мастера своего дела». Джессика Гроуз и Джун Томас, журналисты Slate, остались довольны эпизодом, хотя им было всё труднее сопереживать Уолтеру. Оба высоко оценили сцену, в которой Майк нападает на Уайта, а Гроузу особенно понравилась игра Аарона Пола и сюжетная линия Скайлер.
Мэтт Риченталь из TV Fanatic похвалил начальную сцену с покупкой оружия, назвав её «напоминающей первый сезон, когда сериал делал медленные, завораживающие шаги, до которых не додумалась бы ни одна другая программа». Он также похвалил эпизод за то, что он позволяют зрителям «заглянуть в сознание» Уолтера и Джесси. Крейг МакКуинн из The Faster Times отметил, что эпизод получился неспешным, и похвалил сериал за отсутствие предсказуемости, заявив, что понятия не имеет, чем закончится противостояние Уолтера и Гуса, «и именно поэтому я люблю этот сериал». Майкл Арбейтер с сайта Hollywood.com сравнил вступительную сцену с работами Квентина Тарантино и назвал бар, который часто посещает Майк, «самым красиво снятым местом, которое я видел на телевидении за последнее время». Он также назвал сюжетную линию между Мари и Хэнком «на удивление интересной историей». Карл Виллиотт из CNN похвалил сериал за «хитрое введение в заблуждение»: Уолтер покупает пистолет, но так и не использует его, а Майк испытывает противоречивые чувства, но встаёт на сторону Гуса против Уолтера. Однако Виллиотт сказал, что в конечном счёте этот эпизод показался ему «заготовкой» для более масштабных событий в сюжетной линии.
Не все отзывы были положительными. Блэр Марнелл, писатель CraveOnline, сказал, что покушение Уолтера на Гуса было «самым ярким моментом эпизода», но посчитал, что история Джесси была «менее захватывающей и крайне однообразной», а сюжетная линия с Хэнком и Мари показалась ему скучной, потому что Хэнк не вызывал сочувствия.
В 2019 году The Ringer поставил эпизод на 58-е место из 62 серий «Во все тяжкие».